# Художник-аниматор

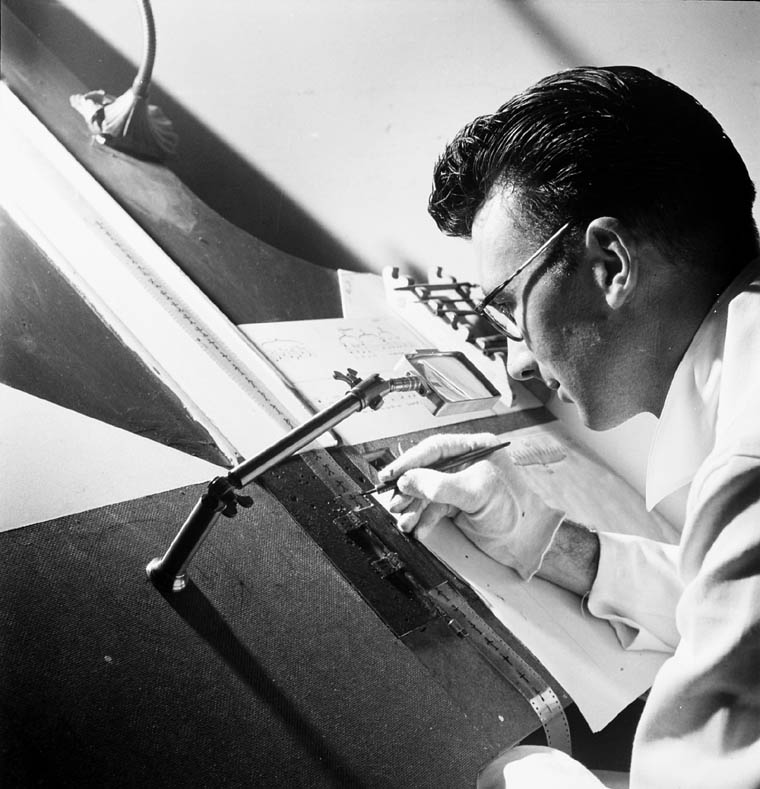
Шотландско-канадский аниматор Норман Макларен рисует на пленке, 1944 год.

Художник-анима́тор или художник-мультиплика́тор — художник, который создаёт несколько изображений, называемых кадрами, которые при быстром последовательном отображении создают иллюзию движения, называемую анимацией. Художники-аниматоры могут работать в различных сферах, включая кино, телевидение и видеоигры. Анимация тесно связана с кинопроизводством и, подобно кинопроизводству, является крайне трудоёмкой, что означает, что для создания большинства значимых проектов требуется сотрудничество нескольких художников-аниматоров. Методы создания изображений или кадров для анимационного произведения зависят от художественного стиля художников-аниматоров и их сферы деятельности.
Другие художники, которые вносят свой вклад в анимационные мультфильмы, но не являются художниками-аниматорами, включают художников-раскадровщиков (которые разрабатывают фоны, освещение и ракурс камеры), художников-сюжетников (которые чертят панели с действием по сценарию) и художников-фоновиков (которые рисуют «пейзажи»).
Анимационные фильмы имеют ряд должностей в фильмографической команде, общих с фильмами живого действия, таких, как режиссёр, продюсер, звукорежиссёр и монтажёр, но существенно отличаются в том, что в большей части истории анимации им не требовались многие должности команды, видимые на физическом съемочном площадке.
В производстве рисованной японской анимации, например, в фильмах Хаяо Миядзаки, ключевой художник-аниматор отвечает как за раскадровку, так и за ключевую анимацию. Некоторые художники-аниматоры в Японии, такие, как Мицуо Исо, берут на себя полную ответственность за свои сцены, делая свою работу более, чем просто ключевым художником-аниматором.

## Специализированные области
Художники-аниматоры часто выбирают узкую специализацию в определённой области анимации. Одно из важных различий заключается в разделении на художников-аниматоров персонажей (художников, специализирующихся на движении персонажей, диалогах, актёрской игре и т. д.) и художников-аниматоров спецэффектов (которые анимируют всё, что не является персонажем; наиболее распространены транспортные средства, механизмы и природные явления, такие как дождь, снег и вода).
Художники-аниматоры покадровой анимации (например кукольной) не рисуют свои изображения, вместо этого они передвигают модели или вырезки кадр за кадром. Некоторыми известными художниками-аниматорами этого жанра являются Рэй Харрихаузен и Ник Парк.

### Художник по персонажам
Художник по персонажам (мультипликация) — художник, создающий уникальный образ героя мультфильма, осуществляющий его последующую разработку и сопровождение на производстве мультипликационного фильма. Это включает этапы:
- поиск («нахождение») образа героя — режиссёрский (предподготовительный) период;
- разработка персонажа (подготовительный период);
- сопровождение на производстве (производственный период).

Художник по персонажам должен уметь рисовать, пользоваться трехмерной графикой, кукольной мультипликацией. Эта профессия довольно кропотливая, поэтому у художника должна быть масса терпения, чтобы закончить образ персонажа.

### Художник-постановщик
Художник-постановщик является главным художником на производстве мультипликационного фильма. Совместно с режиссёром, художник-постановщик определяет визуальный стиль будущего произведения, осуществляет руководство и контроль за производством.

#### Производственные моменты
- На предподготовительном этапе производства (режиссёрский период) художник-постановщик создаёт «концепты» персонажей и рисунки заднего плана. Совместно с режиссёром подбирает художников-ассистентов: художника по персонажам, художника по фонам, при необходимости художника для создания компоновок на основе режиссёрской раскадровки.
- В подготовительный период производства, художник-постановщик организует и контролирует работу по созданию фонов для начальных сцен фильма, разработке персонажей, подготовке исходных компоновок для художника-аниматора.
- В производственный период, художник-постановщик организует и контролирует производственные процессы от прорисовки до заливки. При этом цех мультипликации и черновой фазовки подчиняется исключительно режиссёру-постановщику.

В зависимости от объёма работы на конкретном мультипликационном фильме, художник-постановщик может принимать непосредственное участие в создании фонов, чистовых режиссёрских компоновок, разработке персонажей.

### Художник-прорисовщик
Художник-прорисовщик создаёт чистовые компоновки (ключевые кадры) на основе изображений, созданных художником-аниматором. Задача художника-прорисовщика заключается в том, чтобы не нарушая анимации, придать герою мультфильма максимальную схожесть с образом, разработанным художником по персонажам.

### Художник-фазовщик
Художник-фазовщик — профессия, связанная с созданием промежуточных фаз движения героя мультфильма между компоновками. Художник-фазовщик при создании фаз должен учитывать характер движения заданный художником-мультипликатором в ключевых кадрах (компоновках). Фазовка подразделяется на черновую и чистовую.

## Методы
Исторически создание анимации было долгим и кропотливым процессом. Каждый кадр сцены рисовался вручную, а затем переносился на целлулоид, где происходило его трассирование и раскрашивание. После этого готовые целлулоидные плёнки или сокращённо «целы» (англ. Cel) складывались последовательно на фоновых рисунках и снимались кадр за кадром.
В последние годы методы анимации стали намного более разнообразными. Современные мультфильмы могут быть созданы с использованием любого количества методов, в основном с помощью компьютеров, чтобы сделать процесс анимации дешевле и быстрее. Эти более эффективные процедуры анимации делают работу аниматора менее скучной и более креативной.
Зрители обычно считают анимацию намного интереснее со звуком. Актеры-дублеры и музыканты, среди прочих талантов, могут внести вклад в озвучивание или музыкальные дорожки. Некоторые ранние анимационные фильмы просили исполнителей голоса и музыки синхронизировать свои записи с уже существующей анимацией (и это все ещё так, когда фильмы переводятся для международной аудитории). Для большинства современных анимационных фильмов саундтрек записывается сначала на языке основного целевого рынка фильма, и аниматоры обязаны синхронизировать свою работу с саундтреком.

## Эволюция роли аниматора
В результате поступательного перехода от традиционной анимации к 3D-компьютерной анимации, классическое задание аниматора, заключающееся в перерисовке и перекрашивании одного и того же персонажа 24 раза в секунду (на каждую секунду готовой анимации), было заменено современной задачей разработки десятков (или сотен) движений различных частей персонажа в виртуальной сцене.
В связи с переходом к компьютерной анимации стали необходимы дополнительные вспомогательные должности, и в итоге аниматор стал лишь одной из составляющих длинной и высокоспециализированной цепочки производственных этапов. В настоящее время художники-разработчики создают персонажа в виде 2D-рисунка или живописи, а затем передают его Художнику по моделям, которые создают персонажа в виде набора цифровых полигонов. Художник по текстурам «раскрашивают» персонажа яркими или сложными текстурами, а технические директоры настраивают риггинг, чтобы персонаж можно было легко двигать и задавать позы. Для каждой сцены лейаут-художники настраивают виртуальные камеры и грубое блокирование движений. Наконец, когда ошибки персонажа исправлены и сцены заблокированы, персонаж передается аниматору (то есть человеку с соответствующей профессией), который начинает разрабатывать точные движения виртуальных конечностей, мышц и выражений лица персонажа в каждой конкретной сцене.
На этом этапе роль современного компьютерного аниматора в некоторой степени перекликается с ролью его предшественников в традиционной анимации: аниматор пытается создать сцены, которые уже были предварительно разработаны командой художников-сценаристов, и синхронизировать движения губ или рта с диалогом, который уже подготовлен сценаристом и записан актёрами-дублерами. Несмотря на эти ограничения, аниматор всё равно имеет возможность проявить значительное художественное мастерство и творческую свободу в разработке движений персонажа, чтобы достичь цели каждой сцены. Здесь есть очевидная аналогия между искусством анимации и искусством актёрской игры, так как актёры также должны сделать всё возможное с данными ими репликами; это часто представлено в популярном выражении, что аниматоры — «актеры с карандашами». Более недавно Крис Бак заметил, что аниматоры стали «актерами с мышками». Некоторые студии приглашают тренеров актёрского мастерства на съемочную площадку для помощи аниматорам в работе с такими вопросами. Когда каждая сцена готова и усовершенствована через процесс обратной связи в «поте лица», полученные данные могут быть отправлены на ферму рендеринга, где компьютеры занимаются утомительной задачей фактического рендеринга всех кадров. Каждый готовый видеофрагмент затем проверяется на качество и передается монтажёру, который собирает все видеофрагменты вместе, чтобы создать фильм.
В то время как ранняя компьютерная анимация получила сильную критику за создание человеческих персонажей, которые выглядят пластичными или даже пугающими (см. эффект «зловещей долины»), современное программное обеспечение может создавать поразительно реалистичную одежду, волосы и кожу. Твердая шейдинговая технология традиционной анимации была заменена на очень сложное виртуальное освещение в компьютерной анимации, а компьютерная анимация может использовать множество камерных техник, используемых в живой киносъемке (например, имитацию «тряски камеры» с помощью записи движений камеры). В результате некоторые студии нанимают почти столько же световых художников, сколько и аниматоров для создания анимационных фильмов, а костюмеры, парикмахеры, хореографы и кинематографисты иногда вызываются в качестве консультантов для компьютерных анимационных проектов.